# Fotboll vid internationella öspelen 2009 (damer)
Fotboll vid internationella öspelen 2009 (damer) avgjordes mellan 28 juni och 4 juli 2009. I turneringen deltog 10 lag uppdelat på två grupper. Turneringen vanns av Åland.

## Grupp A

### Tabell
| Nr | Lag      | S | V | O | F | GM | IM | MS  | P  |
| -- | -------- | - | - | - | - | -- | -- | --- | -- |
| 1  | Åland    | 4 | 4 | 0 | 0 | 32 | 3  | +29 | 12 |
| 2  | Gotland  | 4 | 3 | 0 | 1 | 16 | 4  | +12 | 9  |
| 3  | Jersey   | 4 | 2 | 0 | 2 | 12 | 11 | +1  | 6  |
| 4  | Grönland | 4 | 1 | 0 | 3 | 10 | 15 | −5  | 3  |
| 5  | Ösel     | 4 | 0 | 0 | 4 | 3  | 40 | −37 | 0  |

### Matcher
|             | 28 juni 2009 | Gotland                                                               | 5 – 1           | Jersey              | Markusböle                       |                                  |
| 16:00 UTC+3 | 16:00 UTC+3  | Marion Nilsson 26′, 35′ Camillia Ronström 80′, 86′ Amanda Nilsson 90′ | (2 – 0) Rapport | 90′ Jodie Botterill | Finström Domare: Josef Fagerholm | Finström Domare: Josef Fagerholm |
| 16:00 UTC+3 | 16:00 UTC+3  |                                                                       |                 |                     | Finström Domare: Josef Fagerholm | Finström Domare: Josef Fagerholm |
| 16:00 UTC+3 | 16:00 UTC+3  |                                                                       |                 |                     | Finström Domare: Josef Fagerholm | Finström Domare: Josef Fagerholm |

|             | 28 juni 2009 | Grönland                                                                            | 6 – 2           | Ösel                              | Bengtsböle                  |                             |
| 16:00 UTC+3 | 16:00 UTC+3  | Manumina Reimer 17′ Pilunnguaq Magnussen 22′, 47′, 90′ Pilunnguaq Chemnitz 50′, 90′ | (2 – 2) Rapport | 20′ Anneli Õige 31′ Marianna Laht | Lemland Domare: Piia Jäntti | Lemland Domare: Piia Jäntti |
| 16:00 UTC+3 | 16:00 UTC+3  |                                                                                     |                 |                                   | Lemland Domare: Piia Jäntti | Lemland Domare: Piia Jäntti |
| 16:00 UTC+3 | 16:00 UTC+3  |                                                                                     |                 |                                   | Lemland Domare: Piia Jäntti | Lemland Domare: Piia Jäntti |

|             | 29 juni 2009 | Jersey                                   | 3 – 1           | Grönland                       | Bengtsböle                    |                               |
| 12:00 UTC+3 | 12:00 UTC+3  | Jodie Botterill 3′, 58′ Lara Couvert 82′ | (1 – 1) Rapport | 22′ (str.) Pilunnguaq Chemnitz | Lemland Domare: Juho Honkanen | Lemland Domare: Juho Honkanen |
| 12:00 UTC+3 | 12:00 UTC+3  |                                          |                 |                                | Lemland Domare: Juho Honkanen | Lemland Domare: Juho Honkanen |
| 12:00 UTC+3 | 12:00 UTC+3  |                                          |                 |                                | Lemland Domare: Juho Honkanen | Lemland Domare: Juho Honkanen |

|             | 29 juni 2009 | Åland | 20 – 00         | Ösel | Markusböle                      |                                 |
| 16:00 UTC+3 | 16:00 UTC+3  | Rebecca Björkvall 2′, 17′, 85′ Mathilda Mörn 4′, 26′ Ing-Marie Holmberg 23′, 54′, 74′, 84′ Daniela Haglund 30′, 37′ Sarah Engblom 38′, 63′ Emma Liljegren 42′ Hannah Salmén 48′, 60′, 86′, 90′ Lisa Klingberg 79′, 89′ | (9 – 0) Rapport |      | Finström Domare: Minna Niskanen | Finström Domare: Minna Niskanen |
| 16:00 UTC+3 | 16:00 UTC+3  | |                 |      | Finström Domare: Minna Niskanen | Finström Domare: Minna Niskanen |
| 16:00 UTC+3 | 16:00 UTC+3  | |                 |      | Finström Domare: Minna Niskanen | Finström Domare: Minna Niskanen |

|             | 30 juni 2009 | Ösel | 0 – 7           | Gotland | Bengtsböle                     |                                |
| 12:00 UTC+3 | 12:00 UTC+3  |      | (0 – 3) Rapport | 13′ Linnéa Hansson 23′ Helena Adman 25′ (str.) Camilla Ronström 64′ Emelie Edwardsson 70′ Helena Liljeström 80′, 81′ Elja Lillro | Lemland Domare: Minna Niskanen | Lemland Domare: Minna Niskanen |
| 12:00 UTC+3 | 12:00 UTC+3  |      |                 | | Lemland Domare: Minna Niskanen | Lemland Domare: Minna Niskanen |
| 12:00 UTC+3 | 12:00 UTC+3  |      |                 | | Lemland Domare: Minna Niskanen | Lemland Domare: Minna Niskanen |

|             | 30 juni 2009 | Grönland                                        | 2 – 6           | Åland                                                                 | Vikingavallen              |                            |
| 19:00 UTC+3 | 19:00 UTC+3  | Arnaq Bourup Egede 25′ Karoline Malakiassen 65′ | (1 – 1) Rapport | 22′ Mathilda Mörn 67′, 80′, 90′ Annica Sjölund 85′, 89′ Hannah Salmén | Jomala Domare: Piia Jäntti | Jomala Domare: Piia Jäntti |
| 19:00 UTC+3 | 19:00 UTC+3  |                                                 |                 |                                                                       | Jomala Domare: Piia Jäntti | Jomala Domare: Piia Jäntti |
| 19:00 UTC+3 | 19:00 UTC+3  |                                                 |                 |                                                                       | Jomala Domare: Piia Jäntti | Jomala Domare: Piia Jäntti |

|             | 1 juli 2009 | Åland                                   | 2 – 0           | Gotland | Bengtsböle                    |                               |
| 19:00 UTC+3 | 19:00 UTC+3 | Emma Liljegren 69′ Maryette Karring 74′ | (0 – 0) Rapport |         | Lemland Domare: Antti Lillman | Lemland Domare: Antti Lillman |
| 19:00 UTC+3 | 19:00 UTC+3 |                                         |                 |         | Lemland Domare: Antti Lillman | Lemland Domare: Antti Lillman |
| 19:00 UTC+3 | 19:00 UTC+3 |                                         |                 |         | Lemland Domare: Antti Lillman | Lemland Domare: Antti Lillman |

|             | 1 juli 2009 | Ösel             | 1 – 7           | Jersey                                                                                              | Markusböle                  |                             |
| 19:00 UTC+3 | 19:00 UTC+3 | Liisi Salong 25′ | (1 – 5) Rapport | 26′, 44′, 45′, 50′ Jodie Botterill 31′ Rebecca Darts 40′ Louise Van der Vilet 77′ Kirsten Du Heaume | Finström Domare: Mikko Mörö | Finström Domare: Mikko Mörö |
| 19:00 UTC+3 | 19:00 UTC+3 |                  |                 | | Finström Domare: Mikko Mörö | Finström Domare: Mikko Mörö |
| 19:00 UTC+3 | 19:00 UTC+3 |                  |                 | | Finström Domare: Mikko Mörö | Finström Domare: Mikko Mörö |

|             | 2 juli 2009 | Jersey            | 1 – 4           | Åland                                                                            | Markusböle                       |                                  |
| 19:00 UTC+3 | 19:00 UTC+3 | Kerry Sauvage 42′ | (1 – 4) Rapport | 9′ Ing-Marie Holmberg 12′ Mathilda Mörn 34′ Hannah Salmén 45′ (sjm.) Leanne Bell | Finström Domare: Johan Holmqvist | Finström Domare: Johan Holmqvist |
| 19:00 UTC+3 | 19:00 UTC+3 |                   |                 |                                                                                  | Finström Domare: Johan Holmqvist | Finström Domare: Johan Holmqvist |
| 19:00 UTC+3 | 19:00 UTC+3 |                   |                 |                                                                                  | Finström Domare: Johan Holmqvist | Finström Domare: Johan Holmqvist |

|             | 2 juli 2009 | Gotland                                                         | 4 – 1           | Grönland                 | Bengtsböle                 |                            |
| 19:00 UTC+3 | 19:00 UTC+3 | Amanda Nilsson 36′ Camilla Ronström 43′, 53′ Marion Nilsson 46′ | (2 – 1) Rapport | 21′ Karoline Malakiassen | Lemland Domare: Mikko Mörö | Lemland Domare: Mikko Mörö |
| 19:00 UTC+3 | 19:00 UTC+3 |                                                                 |                 |                          | Lemland Domare: Mikko Mörö | Lemland Domare: Mikko Mörö |
| 19:00 UTC+3 | 19:00 UTC+3 |                                                                 |                 |                          | Lemland Domare: Mikko Mörö | Lemland Domare: Mikko Mörö |

## Grupp B

### Tabell
| Nr | Lag              | S | V | O | F | GM | IM | MS  | P  |
| -- | ---------------- | - | - | - | - | -- | -- | --- | -- |
| 1  | Isle of Man      | 4 | 4 | 0 | 0 | 25 | 3  | +22 | 12 |
| 2  | Isle of Wight    | 4 | 3 | 0 | 1 | 8  | 4  | +4  | 9  |
| 3  | Yttre Hebriderna | 4 | 2 | 0 | 2 | 10 | 6  | +4  | 6  |
| 4  | Guernsey         | 4 | 0 | 1 | 3 | 3  | 16 | −13 | 1  |
| 5  | Hitra            | 4 | 0 | 1 | 3 | 3  | 23 | −20 | 1  |

### Matcher
|             | 28 juni 2009 | Isle of Man                                                                           | 4 – 1           | Isle of Wight      | Vikingavallen                 |                               |
| 19:00 UTC+3 | 19:00 UTC+3  | Margaret Murphy 13′ (sjm.) Donna Shimmin 28′ Gillian Christian 58′ Sarah O'Reilly 63′ | (2 – 0) Rapport | 68′ Natasha Miller | Jomala Domare: Ivana Zukovski | Jomala Domare: Ivana Zukovski |
| 19:00 UTC+3 | 19:00 UTC+3  |                                                                                       |                 |                    | Jomala Domare: Ivana Zukovski | Jomala Domare: Ivana Zukovski |
| 19:00 UTC+3 | 19:00 UTC+3  |                                                                                       |                 |                    | Jomala Domare: Ivana Zukovski | Jomala Domare: Ivana Zukovski |

|             | 28 juni 2009 | Hitra                                       | 2 – 2           | Guernsey                 | Markusböle                  |                             |
| 19:00 UTC+3 | 19:00 UTC+3  | Synnøve Mjør Wingan 63′ Kirsti Sandstad 80′ | (0 – 0) Rapport | 83′, 90′ Rochelle Vaudin | Finström Domare: Mikko Mörö | Finström Domare: Mikko Mörö |
| 19:00 UTC+3 | 19:00 UTC+3  |                                             |                 |                          | Finström Domare: Mikko Mörö | Finström Domare: Mikko Mörö |
| 19:00 UTC+3 | 19:00 UTC+3  |                                             |                 |                          | Finström Domare: Mikko Mörö | Finström Domare: Mikko Mörö |

|             | 29 juni 2009 | Yttre Hebriderna  | 1 – 4           | Isle of Man                                        | Bengtsböle                     |                                |
| 16:00 UTC+3 | 16:00 UTC+3  | Jenna Stewart 30′ | (1 – 1) Rapport | 7′ (str.), 48′, 62′ Eleanor Gawne 55′ Rebecca Cole | Lemland Domare: Ivana Zukovski | Lemland Domare: Ivana Zukovski |
| 16:00 UTC+3 | 16:00 UTC+3  |                   |                 |                                                    | Lemland Domare: Ivana Zukovski | Lemland Domare: Ivana Zukovski |
| 16:00 UTC+3 | 16:00 UTC+3  |                   |                 |                                                    | Lemland Domare: Ivana Zukovski | Lemland Domare: Ivana Zukovski |

|             | 29 juni 2009 | Isle of Wight                      | 2 – 0           | Guernsey | Solvallen                      |                                |
| 19:30 UTC+3 | 19:30 UTC+3  | Susan Cullen 43′ Kim Masterton 84′ | (1 – 0) Rapport |          | Eckerö Domare: Stefan Skogberg | Eckerö Domare: Stefan Skogberg |
| 19:30 UTC+3 | 19:30 UTC+3  |                                    |                 |          | Eckerö Domare: Stefan Skogberg | Eckerö Domare: Stefan Skogberg |
| 19:30 UTC+3 | 19:30 UTC+3  |                                    |                 |          | Eckerö Domare: Stefan Skogberg | Eckerö Domare: Stefan Skogberg |

|             | 30 juni 2009 | Isle of Man | 13 – 00         | Hitra | Solvallen                     |                               |
| 14:00 UTC+3 | 14:00 UTC+3  | Donna Shimmin 12′, 18′, 38′, 52′, 53′, 62′, 73′ Jade Burden 37′, 39′ Kim Hicklin 45′, 76′ Eleanor Gawne 58′ Gillian Christian 87′ | (6 – 0) Rapport |       | Eckerö Domare: Ivana Zukovski | Eckerö Domare: Ivana Zukovski |
| 14:00 UTC+3 | 14:00 UTC+3  | |                 |       | Eckerö Domare: Ivana Zukovski | Eckerö Domare: Ivana Zukovski |
| 14:00 UTC+3 | 14:00 UTC+3  | |                 |       | Eckerö Domare: Ivana Zukovski | Eckerö Domare: Ivana Zukovski |

|             | 30 juni 2009 | Isle of Wight             | 1 – 0           | Yttre Hebriderna | Bengtsböle                 |                            |
| 19:00 UTC+3 | 19:00 UTC+3  | Sophie Jackson 23′ (str.) | (1 – 0) Rapport |                  | Lemland Domare: Mikko Mörö | Lemland Domare: Mikko Mörö |
| 19:00 UTC+3 | 19:00 UTC+3  |                           |                 |                  | Lemland Domare: Mikko Mörö | Lemland Domare: Mikko Mörö |
| 19:00 UTC+3 | 19:00 UTC+3  |                           |                 |                  | Lemland Domare: Mikko Mörö | Lemland Domare: Mikko Mörö |

|             | 1 juli 2009 | Yttre Hebriderna                                     | 4 – 1           | Hitra              | Solvallen                      |                                |
| 19:00 UTC+3 | 19:00 UTC+3 | Sinead Macleod 3′, 17′, 90′ Jenna Stewart 65′ (str.) | (2 – 1) Rapport | 2′ Sara Baglo Lund | Eckerö Domare: Josef Fagerholm | Eckerö Domare: Josef Fagerholm |
| 19:00 UTC+3 | 19:00 UTC+3 |                                                      |                 |                    | Eckerö Domare: Josef Fagerholm | Eckerö Domare: Josef Fagerholm |
| 19:00 UTC+3 | 19:00 UTC+3 |                                                      |                 |                    | Eckerö Domare: Josef Fagerholm | Eckerö Domare: Josef Fagerholm |

|             | 1 juli 2009 | Guernsey           | 1 – 4           | Isle of Man                                  | Sportkila                      |                                |
| 19:00 UTC+3 | 19:00 UTC+3 | Lisa Sylvester 58′ | (0 – 2) Rapport | 37′, 45′, 76′ Donna Harrison 47′ Sarah Breen | Sund Domare: Michael Sundström | Sund Domare: Michael Sundström |
| 19:00 UTC+3 | 19:00 UTC+3 |                    |                 |                                              | Sund Domare: Michael Sundström | Sund Domare: Michael Sundström |
| 19:00 UTC+3 | 19:00 UTC+3 |                    |                 |                                              | Sund Domare: Michael Sundström | Sund Domare: Michael Sundström |

|             | 2 juli 2009 | Hitra | 0 – 4           | Isle of Wight                                       | Solvallen                  |                            |
| 19:00 UTC+3 | 19:00 UTC+3 |       | (0 – 3) Rapport | 4′ Sarah wright 23′ Emma Webb 34′, 71′ Lauren Crews | Eckerö Domare: Piia Jäntti | Eckerö Domare: Piia Jäntti |
| 19:00 UTC+3 | 19:00 UTC+3 |       |                 |                                                     | Eckerö Domare: Piia Jäntti | Eckerö Domare: Piia Jäntti |
| 19:00 UTC+3 | 19:00 UTC+3 |       |                 |                                                     | Eckerö Domare: Piia Jäntti | Eckerö Domare: Piia Jäntti |

|             | 2 juli 2009 | Guernsey | 0 – 5           | Yttre Hebriderna                                                                | Rangsby                        |                                |
| 19:00 UTC+3 | 19:00 UTC+3 |          | (0 – 3) Rapport | 20′, 45′ Laura Johnson 35′ Jenna Stewart 66′ Marina Macdonald 75′ Jane Nicolson | Saltvik Domare: Ivana Zukovski | Saltvik Domare: Ivana Zukovski |
| 19:00 UTC+3 | 19:00 UTC+3 |          |                 |                                                                                 | Saltvik Domare: Ivana Zukovski | Saltvik Domare: Ivana Zukovski |
| 19:00 UTC+3 | 19:00 UTC+3 |          |                 |                                                                                 | Saltvik Domare: Ivana Zukovski | Saltvik Domare: Ivana Zukovski |

## Slutspel

### Semifinaler
|             | 3 juli 2009 | Åland | 7 – 1           | Isle of Wight          | Bengtsböle                  |                             |
| 18:30 UTC+3 | 18:30 UTC+3 | Daniela Haglund 30′ Mathilda Mörn 54′, 84′ Maryette Karring 61′ Emma Liljegren 77′ Evelina Kohvakka 80′ Sarah Engblom 88′ | (1 – 0) Rapport | 6′ Danielle Merryfield | Lemland Domare: Piia Jäntti | Lemland Domare: Piia Jäntti |
| 18:30 UTC+3 | 18:30 UTC+3 | |                 |                        | Lemland Domare: Piia Jäntti | Lemland Domare: Piia Jäntti |
| 18:30 UTC+3 | 18:30 UTC+3 | |                 |                        | Lemland Domare: Piia Jäntti | Lemland Domare: Piia Jäntti |

|             | 3 juli 2009 | Isle of Man              | 1 – 4           | Gotland                                           | Hammarvallen                      |                                   |
| 18:30 UTC+3 | 18:30 UTC+3 | Eleanor Gawne 16′ (str.) | (1 – 1) Rapport | 43′ Camilla Ronström 50′, 85′, 90′ Sahra Karlsson | Hammarland Domare: Ivana Zukovski | Hammarland Domare: Ivana Zukovski |
| 18:30 UTC+3 | 18:30 UTC+3 |                          |                 |                                                   | Hammarland Domare: Ivana Zukovski | Hammarland Domare: Ivana Zukovski |
| 18:30 UTC+3 | 18:30 UTC+3 |                          |                 |                                                   | Hammarland Domare: Ivana Zukovski | Hammarland Domare: Ivana Zukovski |

### Bronsmatch
|             | 4 juli 2009 | Isle of Wight    | 1 – 3           | Isle of Man                                             | Sportkila                    |                              |
| 11:00 UTC+3 | 11:00 UTC+3 | Susan Cullen 28′ | (1 – 1) Rapport | 17′ Gillian Christian 64′ Eleanor Gawne 90′ Jade Burden | Sund Domare: Josef Fagerholm | Sund Domare: Josef Fagerholm |
| 11:00 UTC+3 | 11:00 UTC+3 |                  |                 |                                                         | Sund Domare: Josef Fagerholm | Sund Domare: Josef Fagerholm |
| 11:00 UTC+3 | 11:00 UTC+3 |                  |                 |                                                         | Sund Domare: Josef Fagerholm | Sund Domare: Josef Fagerholm |

### Final
|             | 4 juli 2009 | Åland                                      | 2 – 0           | Gotland | Wiklöf Holding Arena          |                               |
| 16:00 UTC+3 | 16:00 UTC+3 | Evelina Kohvakka 21′ Rebecca Björkvall 59′ | (1 – 0) Rapport |         | Mariehamn Domare: Piia Jäntti | Mariehamn Domare: Piia Jäntti |
| 16:00 UTC+3 | 16:00 UTC+3 |                                            |                 |         | Mariehamn Domare: Piia Jäntti | Mariehamn Domare: Piia Jäntti |
| 16:00 UTC+3 | 16:00 UTC+3 |                                            |                 |         | Mariehamn Domare: Piia Jäntti | Mariehamn Domare: Piia Jäntti |

## Slutställning
| Nr | Nation           | S | V | O | F | GM | IM | MS  | P  |
| -- | ---------------- | - | - | - | - | -- | -- | --- | -- |
| 1  | Åland            | 6 | 6 | 0 | 0 | 41 | 4  | +37 | 18 |
| 2  | Gotland          | 6 | 4 | 0 | 2 | 20 | 7  | +13 | 12 |
| 3  | Isle of Man      | 6 | 5 | 0 | 1 | 29 | 8  | +21 | 15 |
| 4  | Isle of Wight    | 6 | 3 | 0 | 3 | 10 | 14 | −4  | 9  |
| 5  | Yttre Hebriderna | 4 | 2 | 0 | 2 | 10 | 6  | +4  | 6  |
| 5  | Jersey           | 4 | 2 | 0 | 2 | 12 | 11 | +1  | 6  |
| 5  | Grönland         | 4 | 1 | 0 | 3 | 10 | 15 | −5  | 3  |
| 5  | Guernsey         | 4 | 0 | 1 | 3 | 3  | 16 | −13 | 1  |
| 5  | Hitra            | 4 | 0 | 1 | 3 | 3  | 23 | −20 | 1  |
| 5  | Ösel             | 4 | 0 | 0 | 4 | 3  | 40 | −37 | 0  |